# Eynsford Castle
Eynsford Castle är ett slott i Storbritannien.   Det ligger i distriktet Sevenoaks i grevskapet Kent och riksdelen England, i den sydöstra delen av landet, 28 km sydost om huvudstaden London. Eynsford Castle ligger 38 meter över havet.
Terrängen runt Eynsford Castle är huvudsakligen lite kuperad. Eynsford Castle ligger nere i en dal. Runt Eynsford Castle är det tätbefolkat, med 297 invånare per kvadratkilometer. Närmaste större samhälle är Bexley, 9,1 km nordväst om Eynsford Castle. Trakten runt Eynsford Castle består till största delen av jordbruksmark.